# Prostřední Bečva
Prostřední Bečva (in tedesco Mittel Betschwa) è un comune della Repubblica Ceca facente parte del distretto di Vsetín, nella regione di Zlín.